# Forgive Me (canción de Donna Summer)
"Forgive Me" (español: Perdóname) es la canción de cierre del álbum Cats Without Claws de la cantante Donna Summer. Es de estilo gospel y fue compuesta por Reba Rambo y Dony McGuire. Su primera aparición fue en el álbum The Lord's Prayer'  (1980), original de Rambo y McGuire.

## Contenido
La canción trata sobre una persona que le pide ayuda a Jesucristo para que le enseñe a perdonar y orar por sus enemigos, estableciendo referencias con escenas bíblicas como la crucifixión (la frase "perdónalos, no saben lo que hacen").

## Otros trabajos
Años antes la artista ya se había involucrado con el estilo gospel, después de su quiebre con la música disco y con la intención de dar a conocer su redescubrimiento de la fe cristiana, siendo "I Believe in Jesus" la primera, y "He's a Rebel" (del álbum She Works Hard for the Money) la segunda.
Por estos tres trabajos la artista fue nominada al Grammy en la categoría mejor interpretación de inspiración, recibiéndolo dos veces seguidas (en 1984 y 1985).

## Sucesión
| Predecesor: "He's a Rebel" de Donna Summer | Premio Grammy a la mejor interpretación de inspiración 1985 | Sucesor: "Come Sunday" de Jennifer Holliday |